# Martín Tinajero
Martín Tinajero (Écija, Sevilla, probablemente a comienzos del siglo XVI - Maracaibo, c. 1536) fue un explorador español cuya muerte mientras buscaba El Dorado, considerada en su época como un milagro, dio lugar a varias leyendas.
No se conoce su fecha exacta de nacimiento ni se puede decir nada sobre su vida antes de embarcar hacia tierras del Nuevo Mundo, ni banal ni sobresaliente, ya que de él no hay nada escrito ni documentado. Lo que le acaece en tierras de Venezuela puede deducirse de lo que los cronistas coloniales fray Pedro de Aguado y fray Pedro Simón (a quienes siguió luego José de Oviedo y Baños) escribieron acerca de los últimos días de vida y posterior muerte (posiblemente al sur del lago de Maracaibo hacia septiembre de 1536) de este conquistador y lo que es más sorprendente, sobre el «milagro» que se produce en sus restos mortales.

## Milagro tras su fallecimiento
Los cronistas cuentan que en el lugar donde yacía Martín se obró el prodigioso hecho de emanar agradables fragancias que provenían del propio Martín y cuyo cuerpo se encontraba cubierto de abejas que producían su miel en él mismo. Todo esto hace de Martin Tinajero un personaje que se debate entre la épica y la leyenda.

## Actualidad
El contemporáneo escritor y narrador oral uruguayo-venezolano Armando Quintero Laplume realizó una narrativa dedicada a nuestro personaje, El corazón de Martín Tinajero, origen de una leyenda. Es también digna de mención la pincelada que el polémico poeta Venezolano Aquiles Nazoa arroja en su obra Credo:

 ...creo en los ratoncitos que tiraron del coche de la Cenicienta,
el beralfiro el caballo de Rolando,
y en las abejas que labraron su colmena dentro del corazón de Martín Tinajero...

En 2018 se publicó una novela llamada Crisálida, por la escritora sevillana Laura Tinajero, donde se recogen de forma ficcionada retazos de la vida de Martín Tinajero, antes de partir a América, en su Écija natal y otras alusiones a su leyenda y crónicas de la época.